# Parlami d'amore (Giorgia)
Parlami d'amore è una canzone del 1999 di Giorgia, estratta come singolo dall'album Girasole.

## Descrizione
La canzone è una cover in lingua italiana di Listen with Your Heart di Diane Warren, la cui traduzione è stata curata dalla stessa Giorgia, mentre la musica è accreditata alla stessa Warren.